# NGC 5854
NGC 5854 је спирална галаксија у сазвежђу Девица која се налази на NGC листи објеката дубоког неба.
Деклинација објекта је + 2° 34' 7" а ректасцензија 15h 7m 47,6s. Привидна величина (магнитуда) објекта NGC 5854 износи 11,9 а фотографска магнитуда 12,8. Налази се на удаљености од 28,5000 милиона парсека од Сунца. NGC 5854 је још познат и под ознакама UGC 9726, MCG 1-39-1, CGCG 49-9, PGC 54013.